# اس‌تی‌اس-۵۰
اس‌تی‌اس-۵۰ (انگلیسی: STS-50) یکی از ماموریت‌های برنامه فضایی شاتل بود که در تاریخ ۲۵ ژوئن از پایگاه فضایی کندی به مقصد ایستگاه فضایی ارسال شد. این ماموریت دوازذهمین ماموریت شاتل کلمبیا بود.